# Acido ximeninico
L'acido ximeninico è un acido grasso acetilenico con 18 atomi di carbonio, un legame triplo in posizione 9 ed un doppio legame trans in posizione 11. Ha formula di struttura:
CH3(CH2)5CH=CH-C≡C-(CH2)7COOH.
Si può trovare tra i lipidi di origine vegetale, in particolare nell'olio di semi di Santalum album (>80%), Santalum acuminatum (>32%), Santalum spicatum (>36%) e nell'olio di semi di Exocarpus aphyllus  (>65%).
Gli oli ad alto tenore di acido ximeninico sono oli siccativi che polimerizzano in tempi relativamente brevi.
All'acido ximeninico sono attribuiti effetti inibitori di lipoenzimi (lipoxygenasi, prostaglandin sintetasi) e la capacità di modificare la composizione lipidica dei tessuti animali .
Nell'utilizzo topico e per la cosmesi, con INCI: XYMENYNIC ACID, viene utilizzato per presunte attività antiseborroica, anti-infiammatoria e per trattare disordini del microcircolo cutaneo.